# Metriopelma variegata
Metriopelma variegata är en spindelart som först beskrevs av Lodovico di Caporiacco 1955.  Metriopelma variegata ingår i släktet Metriopelma och familjen fågelspindlar.
Artens utbredningsområde är Venezuela. Inga underarter finns listade i Catalogue of Life.